# Youngs
Youngs är en ort i Australien. Den ligger i kommunen Albany och delstaten Western Australia, omkring 370 kilometer sydost om delstatshuvudstaden Perth. Antalet invånare är 527.
Runt Youngs är det mycket glesbefolkat, med 3 invånare per kvadratkilometer.. Närmaste större samhälle är Denmark, omkring 16 kilometer nordväst om Youngs. 
Trakten runt Youngs består till största delen av jordbruksmark. Genomsnittlig årsnederbörd är 1 017 millimeter. Den regnigaste månaden är juni, med i genomsnitt 147 mm nederbörd, och den torraste är februari, med 22 mm nederbörd.